# Nemenzophyllia turbida
Nemenzophyllia turbida är en korallart som beskrevs av Hodgson och Ross 1981. Nemenzophyllia turbida ingår i släktet Nemenzophyllia och familjen Euphyllidae. IUCN kategoriserar arten globalt som sårbar. Inga underarter finns listade i Catalogue of Life.